# Greatest Hits (álbum de A-Teens)
Greatest Hits es el quinto y último álbum de estudio del grupo pop Sueco A-Teens. Es una recopilación que incluye sus mayores éxitos mundiales, como "Mamma Mia", "Upside Down", "Halfway Around the World", "Floorfiller", y muchos otros. Todas las canciones incluidas en el álbum (excepto las nuevas) alcanzaron el Top 20 en al menos un país.
El álbum estaba planeado para ser lanzado a principios de 2004, pero debido a problemas con Stockholm Records/Universal Music, A-Teens lanzó el álbum el 5 de mayo de 2004.
Para el lanzamiento de este álbum, los A-Teens llamaron a todos sus fans a través de su página web pidiéndoles fotos, e incluyeron las fotos en el libreto del álbum. Los temas "The Final Cut" y "With or Without You" fueron escritos por los miembros de la banda, dando mensajes de "adiós" y "gracias" a sus fans.
Este álbum no se publicó en todo el mundo. En su lugar, se lanzó en territorios seleccionados en los que Universal pensó que tendría éxito. Entre ellos se encontraban México, Argentina, Alemania y otros países de Europa y Asia.
El álbum llegó a vender más de 10.000 copias en Argentina y otras 3.000 en Brasil; en general, el álbum se vendió relativamente bien en Latinoamérica y en algunas partes de Europa, donde "I Promised Myself" fue un gran éxito.
Se planeó una edición americana para este álbum, que iba a salir a través de Interscope Records a finales de 2004. Sin embargo, a pesar de su éxito en Norteamérica, los A-Teens ya estaban terminando su gira Greatest Hits Tour en Suecia y no querían hacer promoción en América ya que Dhani estaba a punto de lanzar su primer single en solitario allí, así que Interscope canceló el lanzamiento. El álbum finalmente estuvo disponible digitalmente en todo el mundo el 10 de septiembre de 2020, junto con el resto de la discografía de álbumes de A-Teens.

## Lista de Canciones
| N.º   | Título                                        | Duración |  |
| 1.    | «Mamma Mia»                                   | 3:43     |  |
| 2.    | «Upside Down»                                 | 3:13     |  |
| 3.    | «Gimme! Gimme! Gimme! (A Man After Midnight)» | 3:54     |  |
| 4.    | «Floorfiller»                                 | 3:12     |  |
| 5.    | «Dancing Queen»                               | 3:48     |  |
| 6.    | «A Perfect Match» (Single Mix)                | 3:00     |  |
| 7.    | «...to the Music»                             | 3:20     |  |
| 8.    | «Halfway Around the World»                    | 3:38     |  |
| 9.    | «Sugar Rush»                                  | 3:02     |  |
| 10.   | «Super Trouper»                               | 3:50     |  |
| 11.   | «Heartbreak Lullaby» (ballad version)         | 4:08     |  |
| 12.   | «Can't Help Falling in Love»                  | 3:04     |  |
| 13.   | «Let Your Heart Do All the Talking»           | 3:24     |  |
| 14.   | «The Final Cut»                               | 3:20     |  |
| 15.   | «With or Without You»                         | 3:03     |  |
| 16.   | «I Promised Myself»                           | 3:31     |  |
| 55:33 |                                               |          |  |

## Charts

### Weekly charts
| Chart (2004)               | Peak position |
| -------------------------- | ------------- |
| Suecia (Sverigetopplistan) | 16            |